# 冯玉祥

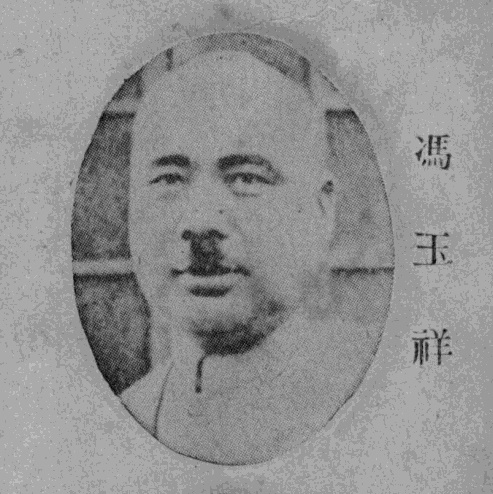
馮玉祥，字焕章

冯玉祥（1882年11月6日—1948年9月1日），譜名基善，字焕章，男，安徽巢县（今巢湖市夏阁镇竹柯村）人，生長於直隸省保定府（今河北省保定市），中華民國軍政要人。馮玉祥本屬直系軍閥，第二次直奉戰爭中倒戈，改所部為國民軍，後敗退西北，自成勢力:198。故人稱西北軍。1935年晉任国民革命军陆军一级上将。

## 生平

### 家庭出身
冯玉祥的父亲冯有茂，有兄弟四人，冯有茂排行第二。1845年生于安徽巢县竹柯村，家庭赤贫，冯有茂做泥瓦匠，冯玉祥的伯父与三叔做裁缝，冯玉祥的四叔是佃农。太平軍攻到安徽时，冯玉祥的父亲外出逃荒，投靠一地主做佣工，陪着地主家的少爷学武學，考武举，结果冯玉祥的父亲考中武庠（官办武学）生員，毕业于投身淮军将领刘铭传的“铭军”，在差遣队当差，后来慢慢地升到哨官（相當於連長），参加平定陕甘回乱，之后随左宗棠进军新疆。随军从新疆调防内地进驻山东济宁。
冯有茂在济宁与当地妇女游氏结婚，次年生长子冯基道，（共有七个儿子，其中冯玉祥是次子。）长子出世次年，铭军解散。文盲的冯有茂南下返回老家，又考武举人，未第，生活无着，不得已，又重新加入淮军，随淮军至直隶青县兴济镇驻防。光绪八年（1882年）9月26日，生下次子冯玉祥，当时按族谱起名为冯基善。这时李鸿章為直隶总督，淮军在保定府“五营练军”，冯有茂攜家到保定府，保定成為冯玉祥儿童时代的养育之地、第二故乡。冯玉祥一生都是保定府口音。冯玉祥的父母早年都染有鸦片的嗜好。这在清末，已成为一种最普遍的风气，尤其是军政界，简直无人不吸。当时因为生活艰难，营养不足，冯有茂的七个儿子死了五个。
光绪十七年（1891年）农历九月，冯玉祥的哥哥冯基道补上一份绿营的马兵的職缺入伍，冯玉祥接替冯基道进入村中的私塾读书，因為本来冯家只打算栽培长子读书而已。啟蒙之后，馮玉祥练习写字，家贫买不起纸與毛笔，于是就用一根细竹管，顶端扎上一束麻，蘸着稀薄的黄泥，在方砖上练习写字。冯有茂千方百计想把次子也补上一个兵额，以缓解家庭经济的窘境。
光绪十八年（1892年），营中有一个士兵的職缺，苗姓管帶决定补给冯有茂的次子，当时怕耽误時刻，被别人抢去缺额，来不及问冯有茂次子的名字，就给直接编造一个名字“冯玉祥”登记入册。11岁，不用随营操练，发饷时到营中应名领饷外（步兵，每月3两6钱银子），其余时间仍在家中过活。这在保定府的淮军，叫做“恩饷”。
12岁时结束1年零3个月的私塾教育，入保定练军营，持枪操练。后来冯玉祥的父亲因伤失業，经济来源中斷。冯玉祥为了多挣一点銀兩，就十年如一日在教场练喊队列口令，想要成为「传令教习」，结果练出一副惊人的大嗓门。

### 民初仕途

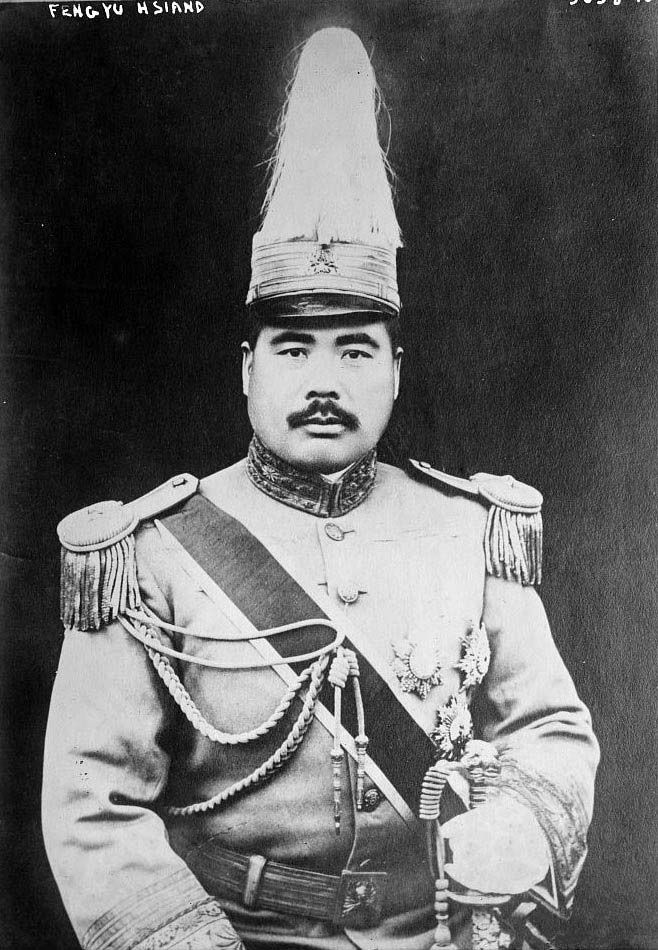
北洋政府时期的冯玉祥

冯玉祥1896年成為淮軍的正式士兵，1902年改投袁世凯的武卫右军。1911年担任由武卫右军改编而成的新编陆军第二十镇第八十标第三营管带，曾參與滦州起义。1912年1月3日，冯玉祥担任北方革命军政府总参谋长。
1914年7月，冯玉祥任陆军第七师第十四旅旅长，参加镇压白朗起义。9月任陆军第十六混成旅旅长。
護國戰爭爆發，1916年2月，馮玉祥隨陳宧入川，率領部下至川南抵抗蔡鍔指揮的護國軍第一軍。3月3日，第十六混成旅奪回被護國軍佔領的叙州。3月7日，佔領納溪，蔡鍔率部移駐大洲驛:732，同日，袁世凱特封馮玉祥為三等男爵。5月初，馮玉祥倒戈，投歸護國軍。22日，陳宧宣告四川獨立，馮玉祥被任為川軍第1師師長。袁世凱病死，6月25日，陳宧奉令回北京，馮玉祥亦率部跟隨。
1917年4月初冯玉祥被免去第十六混成旅旅长职，7月初率旧部响应段祺瑞之號召，讨伐张勋，复任旅长。护法战争爆发，11月中旬，冯奉命率部南下福建布防，可是他到達江蘇浦口後，逗留不進。1918年1月底，馮玉祥被命赴援湖北，受曹锟节制，他抵达湖北武穴后，竟于2月14日通电主和求罢兵。2月25日，北京政府免除冯旅长军职，第十六旅全体官兵却反对。曹锟、王占元以军心不稳说项中央，3月18日北京准许冯玉祥留任，但禠夺中将官职。
1918年5月初，曹錕命馮玉祥往救常德。經約一個月的戰鬥，6月14日奪回常德，剛巧同日馮夫人的姑丈陸建章被段祺瑞心腹徐樹錚殺死，為要安撫馮玉祥，段祺瑞急忙于6月17日回復馮被奪的中將官職，又撤銷免職處分。（1925年冯玉祥杀死徐樹錚，为陆建章报仇。）冯玉祥率部驻常德期間，禁娼禁煙，又受为其看病的医生影响，经常前往教堂听牧师布道，开始篤信基督教，:252在军中设置教會，请隨軍牧師向全体官兵布道、教理問答，并为100多名官兵施行洗礼。是年11月5日，陞任湘西镇守使。

### 建軍西北

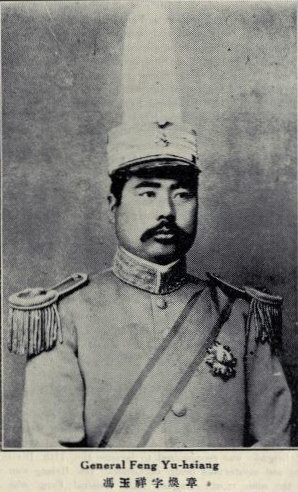
北洋政府时期的冯玉祥，载《中国名人录（第三版）》

1921年5月，陕西督军陈树藩不甘放弃督军权位，抗拒中央命令，北京命吳新田、冯玉祥各率所部分途赴陕，预防万一。8月5日，第十六混成旅改编为陆军第十一师，冯玉祥仍旧担任师长。新任陕西督军阎相文自杀之后，8月25日署任陕西督军，並以此地為地盤扩充，受到蘇聯大力支持壯大，其軍隊因此被稱為“西北軍”。1922年第一次直奉战争中，出潼关，击败奉系的河南督军赵倜，之後就任河南督军。但因妄杀降将宝德全，被吴佩孚撤去河南督军，赴京面見曹錕，曹改任其為陸軍檢閱使。
孙中山改组国民党时，派孔祥熙作为代表与冯玉祥见面，并带来《建国大纲》等孙中山的政治著作，得到冯玉祥一定程度的认同。:2531923年底，冯玉祥开始傾心於蘇俄，由基督教转而仰慕社会主义，還在室内悬挂列宁肖像。冯玉祥部队纪律严明，苏俄的外交官越飞对他评价很高，加拉罕称其为“中国解放运动的柱石”。
1924年9月18日第二次直奉战争爆发，吴佩孚任命冯玉祥为第三军总司令。冯接受奉军张作霖50万銀元的賄賂，在古北口与奉系代表达成协议，率军返回北京，发动北京政变，改称国民军，攻擊直系。10月20日清晨，鹿钟麟指挥部队控制北京。
1924年10月23日，馮玉祥、胡景翼和孫岳發動政變，馮玉祥派人將总统曹锟軟禁，逼其弟曹銳自殺，電請孫文北上。冯玉祥的倒戈，导致山海关一路的吴佩孚失败。11月5日，馮玉祥突然帶領軍隊包圍紫禁城。鹿鍾麟奉大總統黃郛之命令，帶著《修正清室優待條件》宣言文件，與李石曾和張璧帶領軍隊佔領紫禁城，使用武力要求遜位皇帝溥儀簽署「取消皇帝尊號聲明」，限溥儀在兩天時間內，收拾個人物品，離開紫禁城，如果溥儀拒絕，馮玉祥威脅要燒毀紫禁城。溥儀為保護紫禁城免遭破壞，別無選擇，只能無奈地答應其要求。馮玉祥与加拉罕会晤。11月10日，冯玉祥、张作霖分别到天津推举段祺瑞就任中华民国临时执政。11月12日，美国代办梅叶（Mayers）报告国务院，称现在苏俄对北京现政府影响巨大。冯玉祥辖区无出海口，与苏俄毗邻，外来接济依赖苏俄。此后，张作霖和段祺瑞合流，排挤冯玉祥。从11月24日起，冯玉祥多次发布辞职通电，表示不恋权力。张作霖表示挽留，称“我若是让你走了，我就是混账王八蛋”。12月12日，冯玉祥第三次发表辞职通电时，段祺瑞予以批准，并任命冯玉祥为西北边防督办，驻节张家口，冯玉祥任命张之江为察哈尔都统，李鸣钟为绥远都统，自己兼任甘肃督办，由刘郁芬代理，薛笃弼为省长:254-255

### 投靠苏联
1925年1月，冯受命为西北边防督办，率6个师共15万人赴张家口，并邀请李大钊担任西北军政治部主任，1926年春，馮玉祥到蘇聯考察，劉伯堅參加接待。馮玉祥邀請劉伯堅回國任國民軍的政治部副部長。1927年4月28日李大釗被張作霖以「和蘇俄通謀，裡通外國」為罪名絞刑處決后由刘伯坚代理:259，结识苏联驻华大使加拉罕，并邀请苏联军事顾问进入西北军。冯玉祥主要依靠张家口顾问团副总顾问为维塔利·普里马科夫和亚历山大·伊里奇·叶戈罗夫:43-45。2月，冯玉祥向苏联订购枪械。4月，苏联军事顾问加入冯军工作。此后，苏联军火源源不断地输送至冯玉祥的基地张家口。1925年底馮玉祥参加反奉战争，支持奉系将领郭松龄反叛。1926年1月1日兵败后通电下野，赴包头。3月23日，离开平地泉访问苏联:259。4月9日国民军再度发动政变，逼走段祺瑞，释放曹锟，但随后因军事上失利，不得不撤出北京，在南口坚守。4月，冯玉祥诱捕原白俄将领鲍里斯·弗拉基米洛维奇·阿年科夫并交给苏联契卡驻华人员，契卡将其绑架至苏联处决。
1926年5月9日到达苏联莫斯科开始考察:259，期间在蒙古库伦在徐谦的介绍下宣布参加国民党，要为国民革命而战。在苏联期间，冯玉祥与苏联外交人民委员会委员长齐切林、苏联领导人加里宁、阿里科夫、伏罗希洛夫、卢那察尔斯基、苏联教育委员会副委员长、列宁夫人克鲁普斯卡娅和莫斯科中山大学校长拉狄克等会面。冯玉祥多次提出要与斯大林会面但被婉拒。。

### 国民革命
1926年8月，李大钊委托于右任赶赴苏联请冯玉祥回国，23日，广州国民政府任命冯玉祥为国民政府委员。27日，冯玉祥启程回國，苏联顾问团和许多中共党员如邓小平与之同行。苏联从库伦运来1.5万支步枪，1500万发子弹，3万枚手雷给冯玉祥，大幅增强冯玉祥的实力:261国民军在南口坚守四个月后，于8月退回西北。9月16日，冯到达五原后发表五原誓师宣言。17日，国民军各部将领公举冯玉祥为国民联军总司令。冯宣布国民军全体将士集体参加中国国民党，参加国民革命。冯玉祥被委任为广东国民政府委员和军事委员会委员，策应北伐。在击溃刘镇华的镇嵩军之后，率領西北軍东出潼關参加國民革命軍北伐，為國民革命軍指揮官之一。1927年1月，冯玉祥到达西安后，按兵不动，并不理会广州国民政府要其出兵的请求。4月5日，武汉政府任命冯玉祥为第二集团军总司令后，冯玉祥开始行动，随着唐生智开始大举进攻河南，河南可能落入他人之手时，冯玉祥于5月6日从潼关出兵，31日占领郑州，6月1日占领开封，与唐生智会师中原。:261-262

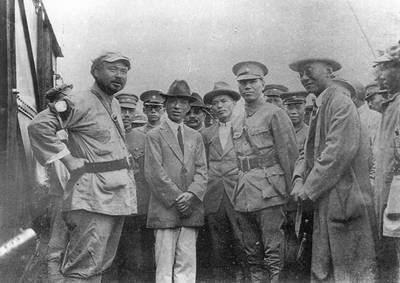
冯玉祥（左1）与蒋介石（右3）会面，1927年

1927年4月，宁汉分裂。6月10日，冯玉祥在郑州与汪精卫会面，汪精卫答應冯玉祥的全部要求，河南、甘肃、陕西三省主席由冯玉祥、刘郁芬、于右任担任，冯兼任开封政治分会主席，指导三省省政。第二集团军扩编后负责陇海线以北、平汉线以东地区战事。唐生智部全部退往湖北。汪的任命对冯玉祥没有吸引力。而且冯玉祥对徐谦、邓演达和唐生智提出的“联合倒蔣，促蒋下野”不予理睬，还说：“宁汉合流，一致北伐，武汉和共产党分家，谁不赞成谁就出国考察”，让武汉国民政府的人大吃一惊。:310
冯主张分共的原因包括当时张作霖为离间北伐阵营，公布苏联驻华使馆内搜获的苏联援助西北军的武器清单，冯玉祥和苏联、中共往来的文件，称冯为“共产国际在中国的代理人”“赤色将军”“共产党嫌疑分子”。如果冯不表示反共立场，就等于承认自己和苏联中共是同路人，所以冯玉祥需要赞成“分共”以洗刷自己。:3106月19日，冯玉祥在徐州与蒋介石、李宗仁、白崇禧会面。冯称蒋“风采和言谈态度无不使我敬慕”，提出要给蒋介石造铜像。蒋称冯为“大哥”。20日，双方在南京举行会谈，参会者还有胡汉民、李烈钧、蔡元培、吴稚晖、张静江等人。此外，南京方面同意每月供应军费250万元，冯玉祥担任南京政府军政部长，冯玉祥非常满意。:311最后選擇與身在南京的蒋介石合作，應蒋介石之要求，达成协议“分共、清党”。冯将他军队中的共产党员和他管辖地区内的共产党员干部全部“礼送”出境。

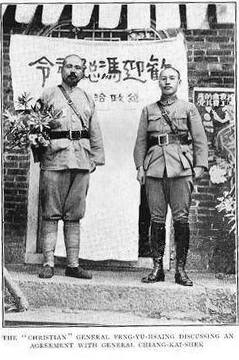
馮玉祥與蔣介石

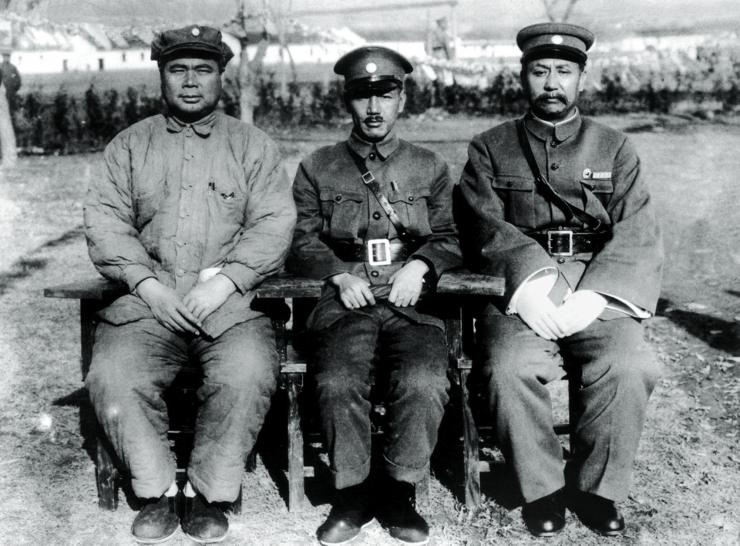
馮玉祥、蔣介石與閻錫山。攝于1929年

### 中原滅佛
1927年，篤信基督教的冯玉祥在河南废寺逐僧，將大相国寺改成市場。并发动全省毁佛运动，所有比丘、比丘尼一律驱逐。所有寺产沒收，寺院改为学校，或作救济院、图书馆，或成为娱乐场所。继河南之后，直、魯、陝等各省亦纷纷跟从，華北佛教因此遭到毀滅性打擊几乎衰绝。

### 中原大戰

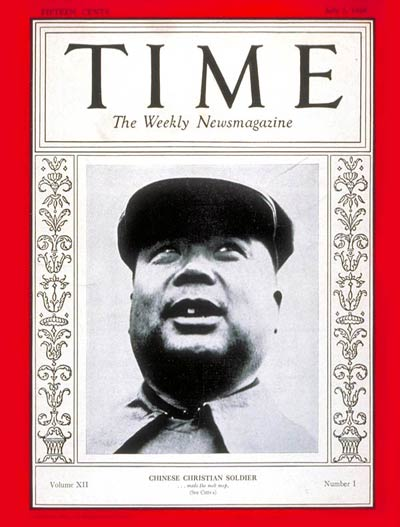
《時代雜誌》封面，1928年7月2日

1928年2月14日，冯玉祥在友人邵力子的撮合下与蒋介石在开封交换帖子成为结拜兄弟:367。5月6日，冯玉祥与蒋介石在济南以南的党家庄会面，会议决定继续北伐。5月10日，山东兖州举行南京政府党政联席会议，决定由冯玉祥行使总指挥之职位，蒋介石前往徐州养病。5月21日，蒋介石在郑州与冯玉祥会面，冯得蒋许诺山东归冯玉祥所有。5月，北伐军兵临京津冀地区，阎锡山派兵欲抢先夺取北京，与奉军激战，一度处境危急，向冯玉祥部请求支援。冯玉祥也欲抢夺北京，并因南口大战时阎锡山落井下石而怀恨在心，命韓復榘不仅不出兵援救，反而撤军，导致晋军右翼出现空当，给奉军反击的机会。后多亏白崇禧部赶到，阎锡山部逃过一劫:379-381。4月，北伐全胜的编遣会议之后，蒋介石、冯玉祥之间由合作转向分裂。
1929年4月，馮玉祥不滿國軍編遣會議比例式裁兵原則的決議，稱病離開南京。5月14日於潼關出任“護黨救國軍西北軍”總司令，但迅速被南京方面內外夾攻而失敗，被迫離職前往山西。1929年5月22日，冯玉祥的部将韩复榘、石友三联合通电拥蒋叛冯开始。5月23日，冯玉祥被开除中国国民党党籍。6月，冯玉祥自陕西至太原，失去自由，后被囚于五台县建安村。期间，冯玉祥心腹鹿钟麟化妆为访问冯的政治要员的勤务兵，与冯玉祥秘密接触。冯玉祥当即命令鹿钟麟取代宋哲元担任西北军代理总司令，在《三国演义》上用米汤写下四条手谕，要求整顿失败后的西北军；为扩大实力，招抚投靠南京政府的叛将；向蒋介石示好，要求阎锡山释放冯玉祥，以公开通电的形式扩大影响，向阎锡山施压:451。1930年2月25日，阎锡山亲自迎接困于五台县三个月的冯玉祥至太原。3月7日，双方商定一同反蒋，阎锡山送冯玉祥八十万元现款，10日，冯玉祥由太原至潼关，收回军权。

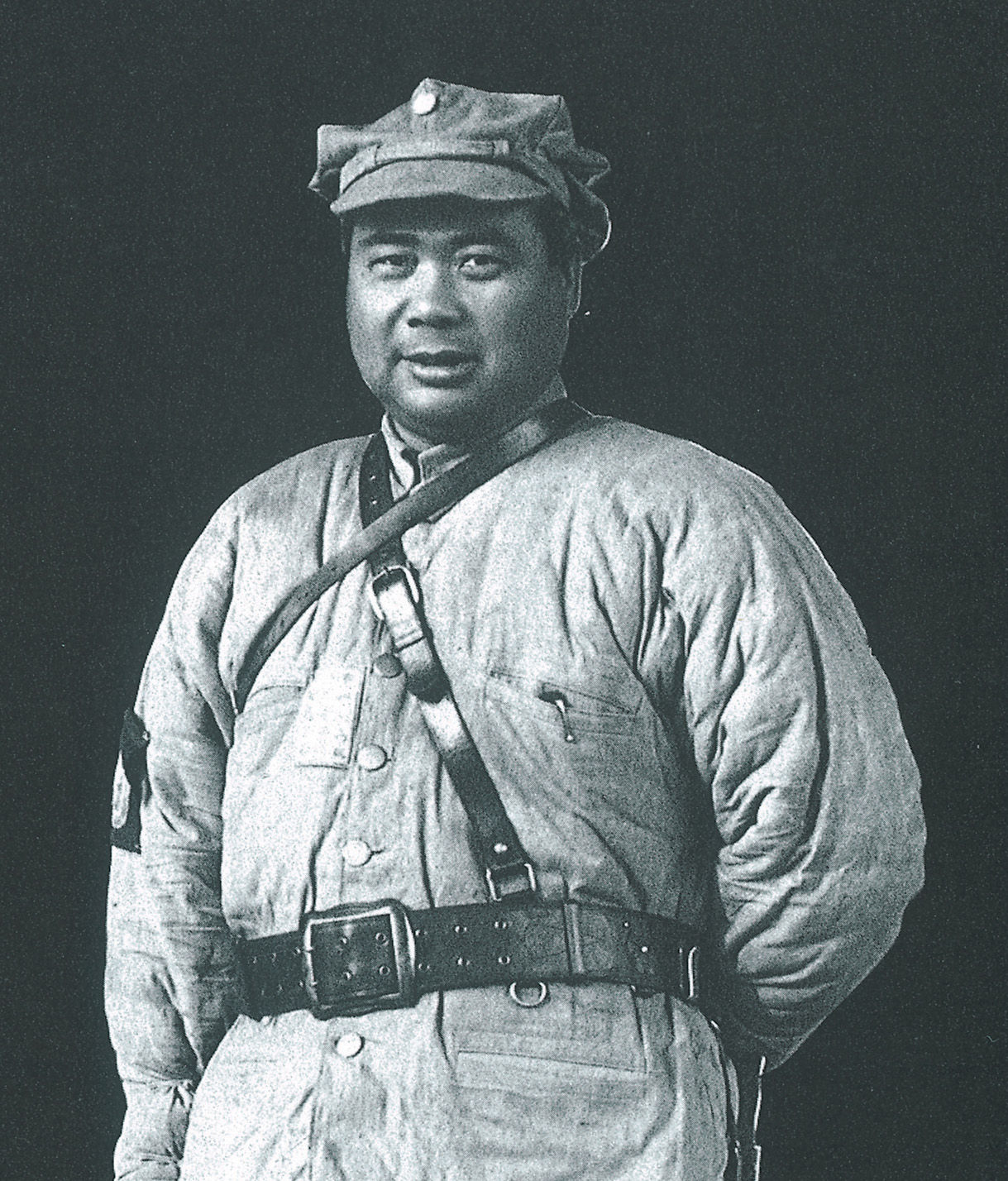
冯玉祥，1930年

1930年，聯同閻錫山晉系、李宗仁新桂系等起兵反蔣，引发中原大戰。其本為反蒋聯軍的主力，起初吉鸿昌等杀得陈诚大败，但因为阎锡山晋军支援不力和張學良東北軍入关援蒋而戰敗。西北軍被徹底擊潰後馮亦自此失勢，成为蒋冯阎李张五大集团唯一输得精光的派系。1930年11月4日，冯在太原通電下野，此後隐居读书:21。
1931年7月，冯策动旧部石友三进攻东北军，反而被打败。1931年下半年，冯策动甘肃旧部反蒋，被蒋军打败。
1933年5月26日，与吉鸿昌、方振武、佟麟阁在察哈尔张家口建立察哈尔民众抗日同盟军，任总司令，時任察省主席的部將宋哲元並不支持，但又不便反對，因而離職，之後馮率軍攻下由親日軍隊佔領的多倫，引起一陣騷動。惟因實力不足且北平軍事委員會分會方面也派遣凃思宗及徐思賢先生，策反馮系將領與給予番號，因此，馮玉祥忖於大勢已去，遂電請北平軍分會派員整編，願意將抗日同盟軍旗幟放下，1933年6月9日北平軍分會代表涂思宗及徐思賢抵張家口，馮玉祥親迎並請自圖書館由涂將軍擔任主席舉行整編會議，商討善後事宜後返魯。8月7日，冯被迫宣布撤销抗日同盟军总部，辞去总司令职，于8月17日重返泰山。
1933年11月20日，李济深等在福建组成中华共和国人民革命政府，冯派代表余心清参加，并被选为经济委员会主席，然后积极联络韩复榘、宋哲元呼应反蒋。

### 對日抗戰期間
中國抗日戰爭时任国防最高委员会常委，第三戰區、第六戰區司令长官，不久被蒋中正撤职。

### 戰後
1946年4月7日赴美国考察水利，並發表反蔣言論。1947年6月8日，馮玉祥在美國發表聲明，警告蔣介石政府官員應對國內逮捕、鎮壓學生之暴行負責:8369。9月7日，馮玉祥在美國群眾集會上發表演說，希望美國人民及政府幫助中國人民爭取和平、民主與自由，而不可幫助中國國民黨內戰獨裁:8407。9月9日，馮玉祥在美國發起組織「華僑和平民主協會」:8409。1947年11月5日发表《我为什么与蒋介石决裂》一文说“蒋介石政权是中国所有腐败政府的顶峰，外国的金钱是无法使它免于垮台的”。1948年参加中国国民党革命委员会，任中央政治委员会主任。最终与以蔣介石为總裁及總統的中國國民黨中央委員會及國民政府彻底决裂。

### 海難逝世

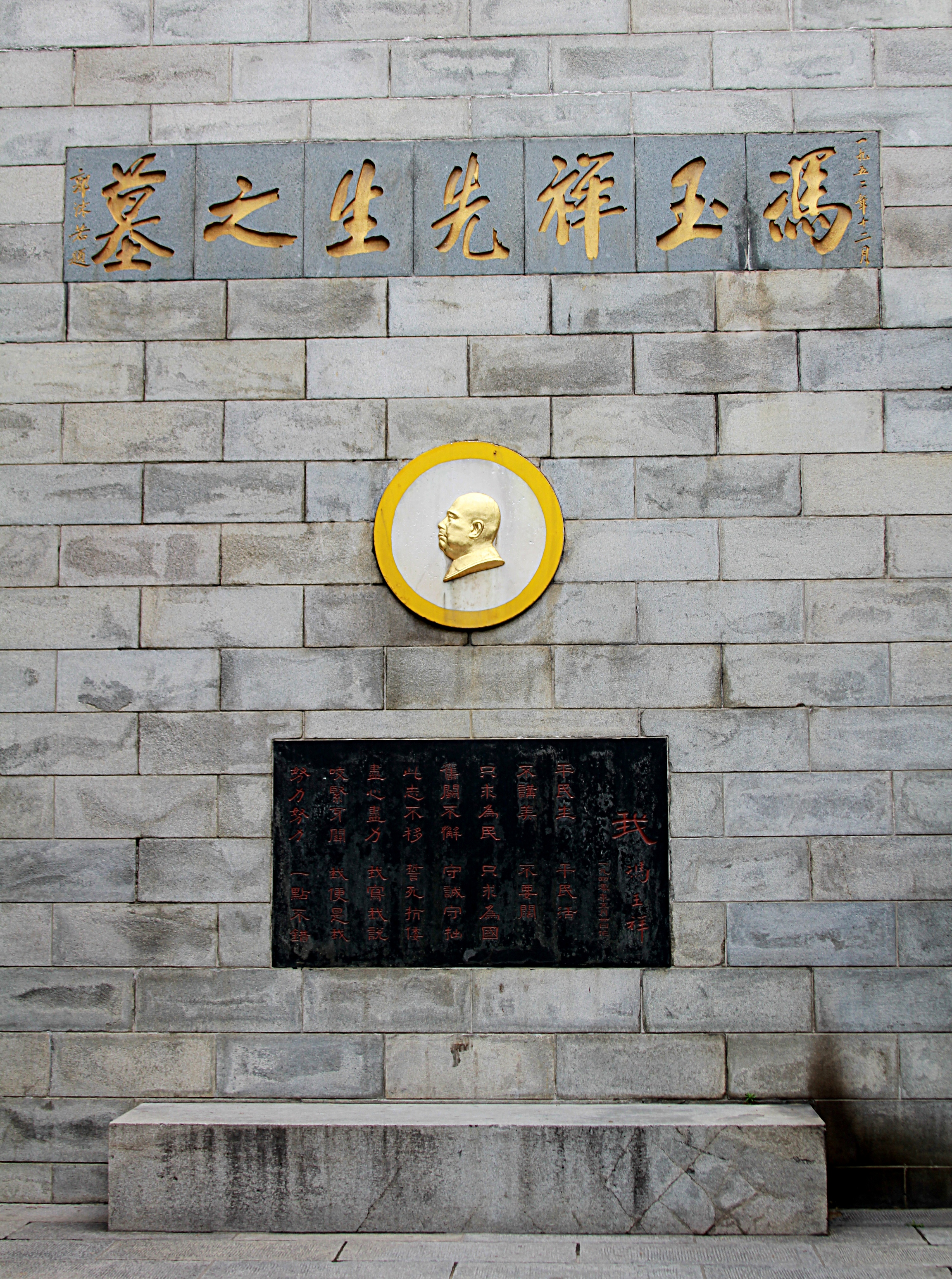
位于山东泰山脚下的冯玉祥墓

1948年接受中國共產黨的邀請，搭苏联轮船“胜利”号，由美返国参加中国人民政治协商会议第一届全体会议，9月1日，“胜利”号正於黑海上向敖德萨港口进发时突然失火，冯玉祥與女儿冯晓达均因吸入過多濃煙而罹难，冯玉祥时年65歲。有陰謀論認為該火災為經策畫之暗殺。
其墓位于泰山西麓。

## 评价
冯玉祥不顧民國政府與清朝皇室所簽之條約，發動甲子政變，驅逐溥儀，奪取清室財寶，為人詬病。
馮玉祥富於陰謀，曾多次謀害政敵，郭堅、馬廷勷、徐樹錚等人均為其所暗殺。
1917年馮氏皈依基督教并受洗，还利用宗教力量來控制軍隊，故有“基督将军”的称号，且在中國各地展開大規模毀禁佛教的行動，馮玉祥所酿“中原毁佛”是三武一宗之後，最大規模的毀佛。
1945年8月，毛澤東在重慶說：“煥章先生的豐功偉績，已舉世盡知，尤其在抗日戰爭期間，你為反對投降、堅持抗戰，呼吁團結、反對分裂作出了不懈的努力。還望煥章先生為實現祖國和平、民主、團結而努力，不負國人所望。”1953年，时任中央人民政府政务院总理的周恩来在冯玉祥骨灰安放仪式上评价：“冯玉祥将军是一位从旧军人转变而成的坚定的民主主义战士；虽然和所有的历史人物一样，由于政治视野的局限，在他身上不可避免地存在这样那样的缺陷，但是，瑕不掩瑜，冯玉祥将军为中国民主事业的贡献，将是永垂不朽的。”
1959年的庐山会议上，8月1日林彪称彭德怀這一次寫信是“招兵買馬，是阴谋家、野心家、伪君子”:746、“是冯玉祥式的人物。”随后毛泽东对“冯玉祥式的人物”进行解释，对彭德怀说：“人们只看到你简单、坦率、心直口快，初交只看到这一面。久了，就从现象看本质。弯弯曲曲，内心深处不见人。人们（林彪）说你是伪君子，像冯玉祥。真伪有矛盾。不能说全部假，对敌斗争是真的。心中很严重的东西不拿出来。”刘少奇以“魏延的骨头、朱可夫的党性、冯玉祥的作风...一个一贯反党的伪君子，企图搞军事政变！”批判彭德怀。
1982年乌兰夫（次年担任中华人民共和国副主席）在冯玉祥诞辰100周年纪念大会上评价：“冯玉祥将军是一位杰出的爱国主义者，可敬的民主斗士，著名的军事家和政治家，中国共产党的真挚朋友。”
據說名相士彭涵鋒算過馮玉祥的面相：貌似劉備、才若孫權、志比董卓、詐如呂布、運只袁紹。

## 著作
- 馮玉祥 著：《我的生活：馮玉祥自傳第一卷》，北京：世界知識出版社，2006年12月1日，ISBN 978-7-5012-2748-8。
- 馮玉祥 著：《我的抗日生活：馮玉祥自傳第二卷》，北京：世界知識出版社，2006年12月1日，ISBN 978-7-5012-2749-5。
- 馮玉祥 著：《我所認識的蔣介石》，臺北市：捷幼，2007年7月9日，ISBN 978-957-8523-80-7。

## 纪念
1926年，北洋军阀刘镇华包围西安8个月之久，使西安人民饿死4万多人，直到冯玉祥将军率国民军击败刘镇华后西安才得以解围。1928年，陕西省政府主席宋哲元，于西安城墙西门北侧开辟城门，砌单券洞，为纪念冯玉祥的功绩，取名“玉祥门”。1934年改称“中正门”，1935年改称“西北门”，后复“玉祥门”。
河南省焦作市博爱县的一条道路被命名为玉祥路。

## 家庭
- 第一任妻子 劉德貞
  - 第一子 馮洪國
  - 第二子 馮洪志
  - 第一女 馮弗能
  - 第二女 馮弗伐
  - 第三女 馮弗矜

- 第二任妻子 李德全
  - 第三子 馮洪達 曾任中國人民解放軍海軍北海艦隊副司令員。
    - 孫子 馮丹宇 現任中國人民解放軍海軍副司令員。

  - 第四女 馮理達
  - 第五女 馮穎達
  - 第六女 馮曉達